# Гарашкінське
Гара́шкінське (рос. Гарашкинское) — село у складі Богдановицького міського округу Свердловської області.
Населення — 608 осіб (2010, 839 у 2002).
Національний склад станом на 2002 рік: росіяни — 88 %.